# کاسچیاگو
کاسچیاگو (به ایتالیایی: Casciago) یک کومونه در ایتالیا است که در استان وارزه واقع شده‌است.

## خصوصیات
کاسچیاگو ۴٫۰ کیلومترمربع مساحت و ۳٬۹۶۰ نفر جمعیت دارد.